# Kergloff

Kergloff este o comună în departamentul Finistère, Franța. În 1 ianuarie 2022 avea o populație de 878 de locuitori.